# TAS2R12
گیرندهٔ چشایی نوع ۲، عضو ۱۲ (انگلیسی: Taste receptor type 2 member 12) یک پروتئین است که در انسان توسط ژن «TAS2R12» کُدگذاری می‌شود.
این ژن و پروتئینش در حسِ چشایی در انسان و شناخت مزه تلخی نقش دارند.

## بیشتر بخوانید
- Go Y, Satta Y, Takenaka O, Takahata N (2006). "Lineage-specific loss of function of bitter taste receptor genes in humans and nonhuman primates". Genetics. 170 (1): 313–26. doi:10.1534/genetics.104.037523. PMC 1449719. PMID 15744053.